# Naruto: Ultimate Ninja Storm
Naruto: Ultimate Ninja Storm is een computerspel exclusief voor de PlayStation 3 voor het eerst uitgebracht op 4 november 2008. Het spel was voor het eerst aangekondigd in 2007 onder de naam, Naruto PS3 Project.

## Gameplay
Naruto: Ultimate Ninja Storm behoud veel gameplay elementen van vroegere Utimate Ninja spellen. Spelers vechten in drie-dimensionale omgevingen in tegenstelling tot de twee-dimensionale gebieden van de vorige spellen. Een van de nieuwe functie is de mogelijkheid om te transformeren wanneer een speler een bepaalde hoeveelheid schade heeft geïncasseerd, waardoor ze nieuwe aanvallen krijgen, sneller en sterker zijn. De speler kan ook voorwerpen gebruiken die bijvoorbeeld schade doen of de verdediging van de vijand verlagen.
Het spel bevat 25 speelbare karakters die ook als steunkarakters gebruikt kunnen worden in een gevecht. Tien aanvullende steunkarakters zijn beschikbaar als gratis downloadable content. De verhaalmode volgt de gebeurtenissen van de anime tot up episode 150. Tussen de missies kunnen spelers de Hidden Leaf Village verkennen, en wordt ook gebruikt om meer missies te starten.

## Recensies
Naruto: Ultimate Ninja Storm heeft in het algemeen positieve recensies gekregen. Het heeft een gemiddelde score van 75% volgens Metacritic. IGN gaf het spel een 8.4/10 en prees de graphics en de verschillende activiteiten die gedaan kunnen worden tussen de missies. De recensent zei dat het feit dat gevechten met één knop worden gespeeld de hardcore gamers misschien zullen afwenden, maar dat de snelle actie en het chakra systeem de reddende factoren zijn.